# Банный (Волгоградская область)
Ба́нный — хутор во Фроловском районе Волгоградской области России. Входит в Лычакское сельское поселение. Население 68 чел. (2010) .

## География
Хутор расположен  в центре Фроловского района, севернее города Фролово, в 10 км северо-восточнее поселка Лычак.

## Население
| 2010 |
| ---- |
| 68   |

## Инфраструктура
В хуторе есть школа, медучреждение, магазин. Хутор не газифицирован.

## Транспорт
дороги грунтовые. Хутор стоит у дороги Фролово — Большой Лычак.